# Maria Robsahm
Maria Robsahm, född Kelldén den 3 februari 1957 i Enköping, är en svensk journalist, tidigare politiker och ledamot av Europaparlamentet 2004–2009. Hon var fram till 2008 känd under efternamnet Carlshamre.
Maria Robsahm är uppvuxen på Djurö i Stockholms skärgård och på Kanarieöarna. Hennes föräldrar var konsthantverkare. Efter en filosofie kandidatexamen arbetade hon som universitetslärare i filosofi vid Göteborgs universitet 1979–1988. År 1990 tog hon journalistexamen och arbetade därefter på SVT:s Mittnytt. Hon var sedan med och startade TV4:s Nyhetsmorgon och har arbetat på Moderna Tider, Rapport och Aktuellt, gjort dokumentärfilm och skrivit ledare i Dagens Nyheter. Hon utgav 2006 boken Den oslagbara: en personlig skildring av våld i kärlekens namn, där hon skildrade den misshandel som hon under många år utsattes för av en tidigare sambo.
Vid valet till Europaparlamentet 2004 blev Robsahm genom personröstning invald på Folkpartiets lista. I parlamentet arbetade hon bland annat med frågor som jämställdhet, kvinnors rättigheter och trafficking. I oktober 2005 dömdes hon, tillsammans med sin tidigare sambo, till villkorlig dom och böter för bokföringsbrott eftersom de underlåtit att kontrollera att den bokföringsfirma de länge använt för sitt gemensamma företag verkligen utfört sitt uppdrag. Hon uppmanades då av Folkpartiet att lämna sitt uppdrag. Robsahm valde i stället 2006 att gå ur Folkpartiet men stanna kvar i Europaparlamentet som så kallad politisk vilde. Från den 3 oktober 2006 tillhörde hon i stället Feministiskt initiativ, som hon dock inte representerade i sitt arbete i EU-parlamentet. Hon kandiderade i riksdagsvalet 2006 för Feministiskt initiativ.

## Tiden i Europaparlamentet
Under sin tid i Europaparlamentet deltog hon i flera utskottsarbeten:

### Som ledamot
- 21 juli 2004 - 14 januari 2007: Utskottet för medborgerliga fri- och rättigheter samt rättsliga och inrikes frågor
- 21 juli 2004 - 14 januari 2007: Utskottet för kvinnors rättigheter och jämställdhet mellan kvinnor och män
- 15 januari 2004 - 13 juli 2009: Delegationen till den parlamentariska samarbetskommittén EU-Moldavien
- 15 januari 2007 - 30 januari 2007: Utskottet för medborgerliga fri- och rättigheter samt rättsliga och inrikes frågor
- 15 januari 2007 - 30 januari 2007: Utskottet för kvinnors rättigheter och jämställdhet mellan kvinnor och män
- 31 januari 2007 - 13 juli 2009: Utskottet för medborgerliga fri- och rättigheter samt rättsliga och inrikes frågor
- 31 januari 2007 - 13 juli 2009: Utskottet för kvinnors rättigheter och jämställdhet mellan kvinnor och män

### Som suppleant
- 22 juli 2004 - 14 januari 2007: Utskottet för kultur och utbildning
- 15 september 2004 - 13 juli 2009: Delegationen till den parlamentariska samarbetskommittén EU-Ukraina
- 15 januari 2007 - 30 januari 2007: Utskottet för kultur och utbildning
- 31 januari 2007 - 13 juli 2009: Utskottet för kultur och utbildning

## Priser och utmärkelser
- 1996: Stora journalistpriset för sin bevakning av handläggningen av Estoniakatastrofen.[11]